# Armeria
Az Armeria (アルメリア) egy öttagú japán pop-rock együttes volt, amelyet 2005-ben alapítottak Straight Flush néven. 2006 áprilisában Armeriára cserélték a nevüket, debütáló középlemezük ugyanazon év novemberében jelent meg a Yamaha Music Communications kiadónál. 2007 áprilisában Sunszuke, a gitárosuk kilépett. A zenekar 2008-ban feloszlott.

## Az együttes tagjai
- Kohei (康平?) – ének
- Hosi (星?) – gitár
- Teru (輝?) – billentyűs hangszerek
- Hideki (英樹?) – dobok
- Hana (葉菜?) – basszusgitár

2007 augusztusában basszusgitárosként csatlakozott a The Spade 13 nevű együtteshez, ahonnan 2009 márciusában kilépett. 2009 óta a Gacharic Spin, illetve 2012 óta a Dolls Boxx dobosa.
Korábbi tagok
- Sunszuke (俊介?) – gitár

## Diszkográfia
Kislemezek
1. Eclair (2007. április 11.)[4]
  1. Eclair
  2. Hottie Vibration

1. Super Sonic Blue (Precious Thing) (2007. augusztus 1.)[5]
  1. Super Sonic Blue (Precious Thing)
  2. Csiisza na koi no sódó (小さな恋の衝動?)

Középlemezek
1. Kidó (軌道?) (2006. december 13.)[1]
  1. Kidó (軌道?)
  2. Kanodzso to aozora (彼女と青空?)
  3. Boku no Story (僕のSTORY?)
  4. Oh! My Sweet
  5. Armeria (アルメリア?)